# Hevea benthamiana
Espèce

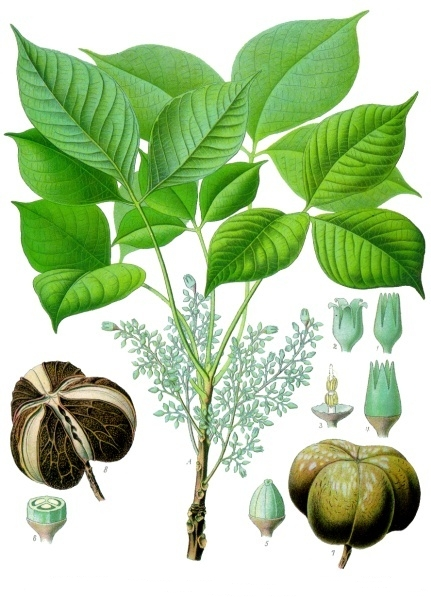
Hevea benthamiana

Hevea benthamiana, l’hévéa de Bentham, est une espèce de plantes à fleurs dicotylédones de la famille des Euphorbiaceae. C'est un arbre originaire d'Amérique du Sud.
Cette espèce est considérée comme celle fournissant le meilleur caoutchouc après Hevea brasiliensis.
Elle a été utilisée dans des programmes de sélection visant à créer des clones d'hévéas résistants à la flétrissure sud-américaine des feuilles.
C'est l'arbre-emblème (appelé caucho) de l'État d'Amazonas au Venezuela.

## Liste des variétés
Selon Tropicos (19 juillet 2015) (Attention liste brute contenant possiblement des synonymes) :
- variété Hevea benthamiana var. caudata Ducke
- variété Hevea benthamiana var. huberiana Ducke
- variété Hevea benthamiana var. obstusiloba Ducke
- variété Hevea benthamiana var. obtusifolia Ducke
- variété Hevea benthamiana var. subglabrifolia Ducke
- variété Hevea benthamiana var. typica Ducke